# 中浜町 (横浜市)
中浜町（なかはまちょう）は、神奈川県横浜市磯子区の町名。丁番を持たない単独町名である。住居表示実施済み区域。

## 地理
磯子区北部に位置する。北で滝頭、北東の磯子橋上の一点で下町、東で堀割川を跨いで原町、南で磯子、西で久木町、北西の道路上の一点で広地町と隣接する。東側を堀割川、南側を国道16号に、北側と西側を疎開道路で周辺と画している。主に住宅地として利用されるが、南側の国道16号線（横須賀街道）沿いには金融機関及び商店が並ぶ。

### 河川
- 堀割川 - 町域東辺を南流する人工河川。磯子橋、八幡橋が架かる。

## 歴史

### 沿革
- 1965年（昭和40年）1月1日 - 住居表示の実施（磯子区磯子・滝頭地区）[5]に伴い、滝頭町、磯子町、原町の各一部から、中浜町が新設される[6]。

### 町名の由来
字名の「浜」に由来する。町の新設の際に、鶴見区に既に「浜町」という町名が存在したことから、頭に「中」を付けて「中浜町」とした。

## 世帯数と人口
2025年（令和7年）6月30日現在（横浜市発表）の世帯数と人口は以下の通りである。
| 町丁   | 世帯数  | 人口    |
| ------ | ------- | ------- |
| 中浜町 | 780世帯 | 1,354人 |

### 人口の変遷
国勢調査による人口の推移。
| 年                 | 人口  |
| ------------------ | ----- |
| 1995年（平成7年）  | 1,402 |
| 2000年（平成12年） | 1,305 |
| 2005年（平成17年） | 1,259 |
| 2010年（平成22年） | 1,326 |
| 2015年（平成27年） | 1,290 |
| 2020年（令和2年）  | 1,267 |

### 世帯数の変遷
国勢調査による世帯数の推移。
| 年                 | 世帯数 |
| ------------------ | ------ |
| 1995年（平成7年）  | 587    |
| 2000年（平成12年） | 570    |
| 2005年（平成17年） | 559    |
| 2010年（平成22年） | 599    |
| 2015年（平成27年） | 621    |
| 2020年（令和2年）  | 650    |

## 学区
市立小・中学校に通う場合、学区は以下の通りとなる（2024年11月時点）。
| 番地 | 小学校             | 中学校             |
| ---- | ------------------ | ------------------ |
| 全域 | 横浜市立磯子小学校 | 横浜市立岡村中学校 |

- 町域内に、小学校、中学校、高等学校、大学、保育園、幼稚園はない。

## 事業所
2021年（令和3年）現在の経済センサス調査による事業所数と従業員数は以下の通りである。
| 町丁   | 事業所数 | 従業員数 |
| ------ | -------- | -------- |
| 中浜町 | 32事業所 | 132人    |

### 事業者数の変遷
経済センサスによる事業所数の推移。
| 年                 | 事業者数 |
| ------------------ | -------- |
| 2016年（平成28年） | 37       |
| 2021年（令和3年）  | 32       |

### 従業員数の変遷
経済センサスによる従業員数の推移。
| 年                 | 従業員数 |
| ------------------ | -------- |
| 2016年（平成28年） | 162      |
| 2021年（令和3年）  | 132      |

## 交通

### 鉄道
町域内に鉄道は通っていない。

### バス

#### 横浜市営バス
- 21系統 桜木町駅前行き（根岸駅・旭台・元町経由） - JR東日本根岸線根岸駅に接続する。
  - バス停 磯子警察署前　禅馬
- 9系統 藤棚行き(滝頭・岡村町・弘明寺・井土ヶ谷駅・保土ヶ谷駅経由)に接続する。バス停　八幡橋
- 113系統 桜木町駅（吉野町駅経由）行き JR東日本根岸線桜木町駅・関内駅、横浜市営地下鉄線吉野町駅に接続する。
  - バス停 八幡橋

#### 京浜急行バス
- 110系統 杉田平和町行き（磯子駅・聖天橋経由）- JR東日本根岸線磯子駅に接続する。
  - バス停 磯子橋
- 110系統 横浜駅行き- JR東日本根岸線横浜駅・桜木町駅・関内駅に接続する。
  - バス停 八幡橋

### 道路
- 国道16号（横須賀街道）
- 横浜市主要地方道82号山下本牧磯子線（本牧通り）

## 施設

### 郵便局
- 横浜中浜郵便局

### 信用金庫
- 湘南信用金庫磯子支店

### 銀行
- 横浜銀行磯子支店
- りそな銀行磯子支店

### 町内会館
- 中浜会館

### 神社　寺院　教会
- 中浜稲荷神社
- 天理教多摩濱分教会
- 天理教中原分教会

## 商業

### 飲食店
- とんかつ とん吉 中浜町1-27
- Sunset DINER 中浜町15-10-101

### 旅館
- 磯一旅館

### 病院
- 飛鳥田医院（内科）

### 造園
- 福寿造園

### 豆腐
- 越後屋とうふ店

### 不動産会社
- 小川不動産会社

### 銭湯
- 第二江陽館

## 主な公園緑地・観光地
- 中浜町公園
- 中浜第2公園

## その他

### 日本郵便
- 郵便番号 : 235-0014[3]（集配局：磯子郵便局[16]）

### 警察
町内の警察の管轄区域は以下の通りである。
| 番・番地等 | 警察署     | 交番・駐在所 |
| ---------- | ---------- | ------------ |
| 全域       | 磯子警察署 | 丸山交番     |

## 参考資料
- “横浜市町区域要覧” (PDF).   横浜市市民局 (2016年6月). 2022年9月6日閲覧。